# Stuitligging
Een stuitligging is een liggingsafwijking bij een zwangerschap waarbij de baby met het hoofd bovenaan in de baarmoeder ligt en met het achterwerk (of de stuit) naar beneden. Normaal ligt de baby met het hoofdje naar beneden. Voor de bevalling houdt deze positie extra risico's in. De verloskundige of gynaecoloog kan daarom proberen het kind te draaien zodat het met het hoofd beneden komt te liggen. Indien dit niet lukt wordt dikwijls geopteerd voor een keizersnede, vanwege het risico dat stuitbevallingen met zich meebrengen. Een stuitligging komt bij 3-7 procent van de zwangerschappen voor na de 35ste week. Het exacte percentage is niet bekend. Eerder in de zwangerschap komt stuitligging vaker voor. De foetus draait zich in sommige gevallen zelf om tegen het eind.

## Soorten stuitligging
- Onvolkomen stuitligging: de baby ligt met de benen helemaal omhoog naast zijn of haar lichaam.
- Volkomen stuitligging: de baby heeft de bovenbenen langs het lichaam gestrekt en heeft de knieën gebogen zodat de voeten naast de billen liggen. De baby zit in een soort kleermakerszit.
- Half onvolkomen stuitligging: de baby ligt met een been gestrekt naar boven en met het andere been naar beneden zoals bij een volkomen stuitligging.
- Voetligging: de baby ligt met een of beide benen gestrekt naar beneden, zodat een of twee voetjes onder de billen liggen.

## Oorzaken van stuitligging
Vroeg in de zwangerschap komen stuitliggingen veel voor. In de periode tussen de 20 en 25 weken ligt ongeveer één op de drie kinderen met het hoofd naar boven. Naarmate de zwangerschap vordert, draaien de meeste baby’s met hun hoofd naar beneden. Acht weken voor de uitgerekende datum ligt 10 tot 15 procent van de kinderen nog in stuitligging. Rond de uitgerekende datum is dat bij 3-5 op de honderd kinderen het geval.
Meestal is het onbekend waardoor een baby rond de uitgerekende datum in stuitligging ligt. Bij een vroeggeboorte komt een stuitligging vaker voor, doordat het kind bij een kortere zwangerschapsduur nog vaak met het hoofd naar boven ligt. Daarnaast komt een stuitligging vaker voor bij:
- een meerlingzwangerschap;
- een afwijkende vorm van de baarmoeder of het bekken;
- een voorliggende placenta (moederkoek) of een myoom (vleesboom) bij de ingang van het bekken;
- aangeboren afwijkingen van het kind, met name een te groot of een te klein hoofd;
- een korte navelstreng

Bij het overgrote deel van een stuitliggingen is er echter geen verklaring voor te vinden.

## Verhelpen van stuitligging
Verloskundigen zijn van mening dat er naast een poging om het kind te draaien geen andere bewezen manier is om een stuitligging te verhelpen. Het draaien van een stuitligging is naar schatting slechts in 20 - 40 procent van de gevallen succesvol. Met een ervaren "draaiteam" kan dat percentage oplopen tot 60 procent.
Daarnaast zijn er verschillende huis-tuin-en-keukenmiddeltjes die ingezet worden, zoals bijvoorbeeld het op de knieën gaan liggen om daarmee de baby meer ruimte te geven om te kunnen draaien.

## Geboorte

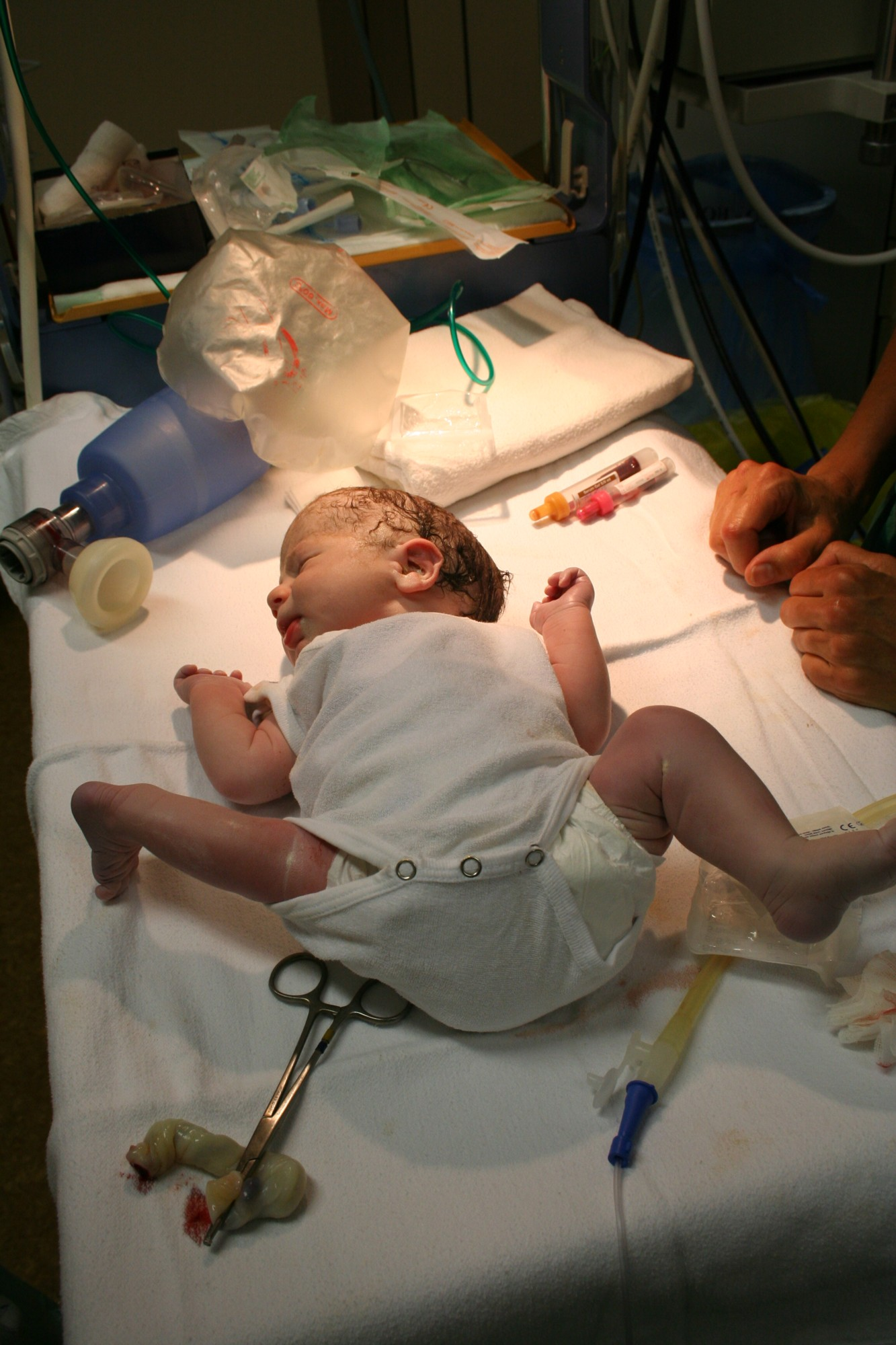
Pasgeboren baby (via keizersnede) die in onvolkomen stuit heeft gelegen. De beentjes corrigeren zich normaal gezien vanzelf na een paar weken.

In principe kan een kind in onvolkomen stuitligging normaal geboren worden. Wel treedt vaak weeënzwakte op en is er weinig persdrang doordat de stuit een minder effectief voorliggend deel is dan het achterhoofd.
Wanneer de normale stuitbevalling stagneert in de laatste fase, of als er sprake is van een volkomen stuitligging, kan een stuitextractie nodig zijn. Men laat hierbij het geboren deel van het kind met aan beide zijden afhangende armpjes en beentjes op de ingebrachte onderarm liggen, terwijl men met de ingebrachte vinger de kin helpt om de symfyse te passeren.
Eventueel kan zelfs een verlostang op het nakomend hoofd gezet worden. Om dit soort riskante kunstverlossingen te vermijden, kiest men echter liever in een eerder stadium voor een keizersnede om foetale nood te voorkomen.